# Bas-Languedoc
Der Bas-Languedoc bildet zusammen mit dem Haut-Languedoc die Landschaft Languedoc im Süden von Frankreich.
Er liegt zwischen dem Haut-Languedoc und dem Mittelmeer und erstreckt sich über die Départements Hérault, Gard und Aude, die alle zur Region Okzitanien (Verwaltungsregion) gehören.
Große Städte sind Narbonne, Montpellier und Carcassonne.